# Julija Gascevičiūtė
Julija Gascevičiūtė, właściwie Julija Gascevičiūtė–Zmirskienė (ur. 2 stycznia 1928 w Pacunelach, zm. 25 maja 2018 w Szawlach) – litewska aktorka teatralna.

## Biografia
Julija Gascevičiūtė urodziła się w 1928 r. we wsi Pacunele. Po ukończeniu gimnazjim, uczyła się w studiu dramatycznym, które powstało przy Teatrze Dramatycznym w Szawlach. Tu też zagrałą swoją pierwszą rolę – młodej gosodyni. W latach 1944–1945 pracowała jako aktorka w Teatrze Żmudzkim w Telszach. Tam poznała swojego męża Alberta Baikštysa, z którym przeprowadziła się do Wilna. W niedługim czasie, wraz z synem Donatasem, wróciła do Szawli i została zatrudniona w Teatrze Dramatycznym, w którym pracowała w latach 1946–1948 i 1950–1990. Zagrała ponad sto ról. W Szawlach poznała swoje grugiego męża, również aktora, Leonasa Zmirskasa. Po 1986 r. grała w przedstawieniach dla seniorów, takich jak Žaidžiame kates (gr. Macskajáték) Istvána Örkénego i aktywnie uczestniczyła w działalności Klubu Seniorów w Szawlach. W 2013 r., z okazji 85. urodzin aktorki, Teatr Dramatyczny w Szawlach wystawił sztukę Ericha Marii Remarque'a Trzej towarzysze.

## Nagrody i wyróżnienia
- Zasłużony Artysta Litewskiej SRR (1977)[2][4]
- Nagroda Teatralna im. Potenciji Pinkauskaitė (1998)[2][4]

## Wybrane role
Najważniejsze role:
- 1953: Nora, Henryk Ibsen, rola: Nora
- 1954: Wujaszek Wania, Anton Czechow, rola: Helena
- 1956: Życie kawalera, Honoré de Balzac, rola: Flora
- 1957: Medžiai miršta stovėdami (ory. Los árboles mueren de pie), Alejandro Casona, rola: Marta
- 1960: Don Carlos, Friedrich Schiller, rola: Księżniczka Eboli
- 1965: Trzej towarzysze, Erich Maria Remarque, rola: Patrycja
- 1982: Saldi ištikimybės našta, Pauls Putniņš, rola: Erika
- 1986: Žemaitė, Vidmantė Jasukaitytė, rola: Julijos Motina